# Cercel, Cetatea Albă
Cercel (în ucraineană Лугове, transliterat: Luhove, în germană Tschemtschelly) este un sat în comuna Răileanca din raionul Cetatea Albă, regiunea Odesa, Ucraina. Satul a fost locuit de germanii basarabeni.

## Demografie
Componența lingvistică a localității Cercel
     Ucraineană (98,11%)
     Rusă (1,89%)
Conform recensământului din 2001, majoritatea populației localității Cercel era vorbitoare de ucraineană (98,11%), existând în minoritate și vorbitori de rusă (1,89%).